# ショウダウン (スポーツ)
ショウダウン（英語: Showdown）は、視覚障害者向けのスポーツの一つ。視覚障害者向けのエアーホッケー、卓球などと例えられることもある。晴眼者も参加することもあるが、国際視覚障害者スポーツ連盟（IBSA）の主催する公式競技には参加できない。
主にヨーロッパにて普及しつつあり、その他の地域にも紹介されつつある。1996年のアトランタパラリンピックにて広く紹介された後、30カ国以上からIBSAのショウダウン分科会に問い合わせがあり、現在IBSAは各国・地域大会などを推進しており、将来は国際大会の開催、さらにはパラリンピックでの競技採用を目指し活動している。